# 赵开增
赵开增（1950年10月—），山东省德州市人。中国人民解放军中将。

## 生平
1996年12月，任黑龙江省军区副政委。2001年7月，任陆军第四十集团军副政委。2002年11月，任陆军第四十集团军政委。2003年7月，改任陆军第十六集团军政委。2008年1月，任成都军区副政委。